# 維和防暴隊
《維和防暴隊》（原名：《中國維和警察》）是一部2024年中國動作劇情片，由中中影業、捷成世紀文化、萬達影業有限公司出品，劉偉強監製，李達超擔任導演兼動作指導，黃景瑜、王一博、鍾楚曦領銜主演，歐豪、朱亚文特别出演。電影2021年2月27日在廣西北海開機，5月5日全組殺青。2024年5月1日在中國上映。

## 劇情
電影講述了中國維和警察應聯合國請求、受國家派遣，余衛東，楊震、丁慧等維和警察肩負神聖使命，遠赴異國他鄉，深入戰火紛飛的非洲難民區執行維和任務，他們將要面對恐怖份子襲擊，武裝暴動，黑幫橫行等種種險境，為維護世界和平與安全，維和行動刻不容緩，在艱苦動蕩的環境和復雜局勢中，他們奮勇捨命忘我的精神，最終圓滿完成任務回到祖國的故事。

## 演員列表

### 主要演員
| 演员   | 角色   | 介绍                                                 |
| ------ | ------ | ---------------------------------------------------- |
| 黃景瑜 | 余衛東 | 聯合國駐桑塔里昂任務區，中國維和警察防暴隊，分隊隊長 |
| 王一博 | 楊震   | 聯合國駐桑塔里昂任務區，中國維和警察防暴隊，任狙擊手 |
| 鍾楚曦 | 丁慧   | 聯合國駐桑塔里昂任務區，中國維和警察防暴隊，任聯絡官 |
| 歐豪   | 張永泉 | 中國維和警察防暴隊警員                               |
| 朱亚文 | 楊琛   | 楊震父親                                             |
| 谷嘉誠 | 江小洋 | 中國維和警察防暴隊警員                               |
| 趙華為 | 杜一帆 | 中國維和警察防暴隊警員                               |

### 其他演員
| 演员   | 角色     | 介绍                                   |
| ------ | -------- | -------------------------------------- |
| 馮文娟 | 阿琴     | 余衛東的妻子                           |
| 凌晨   | 小虎     | 余衛東、阿琴的兒子                     |
| 王泓力 | 少年楊震 | 受徇職父親影響，自小立志成為出色的警察 |

## 製作
- 2021年2月27日，《維和防暴隊》在廣西北海正式開機；因疫情嚴峻，劇組人員不能出國拍攝，故劇組在廣西北海搭建非洲内景[6]。
- 2021年5月5日，《維和防暴隊》拍攝時長歷時共67天，全組在當天殺青。
- 2021年8月13日，《維和防暴隊》在新浪官方微博表示“對一切有損國家形象與尊嚴的行為零容忍並強烈譴責。電影《維和防暴隊》即日起終止與張哲瀚的所有合作”[7][8]。
- 歐豪以友情演出身份頂替張哲瀚在《維和防暴隊》的所有戲份，並於2021年10月重拍。
- 2022年11月12日，在第31届金鸡百花电影节万达影业发布会上，正式官宣主创阵容，公布由黄景瑜、王一博、钟楚曦主演，欧豪、朱亚文特别出演。[4]

## 發行
2024年4月8日發佈首支正式預告。4月23日發佈“動真情”特輯，講述主創籌拍電影的幕後故事。為了更真切地塑造維和員警形象，演員們提前進組接受嚴格訓練。前維和員警全程指導動作，並表示“不會放低要求，我們對他們的要求會更高”。
2024年5月5日聯合國新聞官方微博在纽约演播室请到了曾经六次执行维和任务的中国维和警察、现联合国和平行动部高级警务联络官文龙，一起拉片《维和防暴队》，聊聊电影内外的维和故事。